# 聖彼得區 (安地卡及巴布達)
聖彼得是安地卡及巴布達安地卡島的行政區，位於該島中北偏西，與聖喬治、聖保羅、聖飛利浦等相鄰。